# Zeelse Democratische Belangen
De Zeelse Democratische Belangen (ZDB) is een lokale politieke partij in de Belgische gemeente Zele. 
De Zeelse Democratische Belangen is in 2004 ontstaan door een fusie van de Zeelse Christen Democraten (ZDB) en de Zeelse Belangen (ZB), een lokale partij gelieerd aan de Volksunie. De ZDB was in ontstaan in 1982 toen de dissidente schepenen Paul en Jozef Van Kerckhove zich afscheurden van de lokale CVP-afdeling en toen een coalitie aangingen met de Zeelse Belangen. Terwijl de Zeelse Belangen van 2000 tot 2006 nog zes zetels hadden in de gemeenteraad maar toch in de oppositie belandden, leden de gefuseerde Zeelse Democratische Belangen in 2006 een verkiezingsnederlaag met slechts één zetel. De ZDB ging toen wel een bestuursmeerderheid aan met Open Vld (12 zetels) en de lokale partij Lijst Massart (2 zetels).
In 2008 nam Jan Van Kerckhove het voorzitterschap van de partij over van zijn vader Paul die in 2010 overleed. Van 2012 tot 2018 had ZDB twee zetels en zat de partij in een coalitie met Open Vld (9 zetels), sp.a-Groen (1 zetel) en Massart (2 zetels). Bij de gemeenteraadsverkiezingen van 2018 haalde ZDB de kiesdrempel niet.
De partij brengt een sporadische nieuwsbrief uit, genaamd Klodde.